# Орфео Реда
Орфео Реда (італ. Orfeo Reda; 9 листопада 1932, Каролеї, Провінція Козенца, Калабрія, Італія) — італійський художник та митець.

## Біографія
Орфео Реда народився в Каролеї в 1932 році, проживає в Амантеї (Італія). У 16 років він здобув перший приз на фестивалі Fiera Campionaria в Козенці зі стипендією, запропонованою Торгово-промисловою палатою.
Потім навчався в Художньому інституті у художника Маттіа Преті в Реджо Калабрії Художня гімназія, а також під керівництвом відомого мистецтвознавця професора Альфонсо Франсіпане.
Отримавши диплом Орфео Реда викладав мистецькі дисципліни малювання та історія мистецтва у вищих середніх школах та Художня освіта в середніх школах.
Орфео Реда займається живописцем у своїй майстерні в Амантеї, де і досі проживає.
Його твори з'являються в публічних колекціях по всьому світу. Також художник отримав численні премії. Серед них: премія Riace Bronzes в Реджо Калабрії; Masters of Italian art trophy в Сальсомаджоре; Премія Драча в Пальма де Майорка; Премія Коулуна в Гонконзі; Expo arte Tirrenia 20-е видання (де художника нагородив Президент Республіки Мальта).